# Rumunjska malonogometna reprezentacija
Rumunjska malonogometna reprezentacija zastupa Rumunjsku na međunarodnim malonogometnim (futsal) natjecanjima pod pokroviteljstvom nogometnih organizacija FIFA i UEFA.